# حديقة الغابة (سانت لويس)
حديقة الغابة، حديقة عامة تقع في غرب سانت لويس بولاية ميسوري. وهو مركز مدني بارز ويغطي 1,326 فدان (5.57 كـم2). اافتُتِحت الحديقة عام 1876، وذلك بعد أكثر من عقد من الزمان على اقتراح إنشائها، واستضافت العديد من الأحداث الهامة، بما في ذلك معرض شراء لويزيانا عام 1904 ودورة الألعاب الأولمبية الصيفية عام 1904. يحدها جامعة واشنطن في سانت لويس، وشارع سكينكر، وشارع ليندل، وشارع كينجزهاي واي، وشارع أوكلاند، وتُعرف باسم "قلب سانت لويس" وتتميز بمجموعة متنوعة من المعالم السياحية، بما في ذلك حديقة حيوان سانت لويس، ومتحف سانت لويس للفنون، ومتحف تاريخ ميسوري، ومركز سانت لويس للعلوم.
منذ أوائل العقد الأول من القرن الحادي والعشرين، نفذت عملية ترميم بقيمة 100 مليون دولار من خلال شراكة بين القطاعين العام والخاص بمساعدة خطتها الرئيسية. وقد امتدت التغييرات إلى تحسين المناظر الطبيعية والموائل أيضًا. تشمل مساحة الحديقة المروج والأشجار ومجموعة متنوعة من البرك والبحيرات الاصطناعية والجداول ذات المياه العذبة.
شهدت الحديقة في السنوات الأخيرة جهودًا لترميم مناطق البراري والأراضي الرطبة، وقد ساهم ذلك في تقليل الفيضانات واستقطاب تنوع أكبر من الطيور والكائنات البرية التي استقرت في الموائل الجديدة.

## تاريخ

### المقترحات المبكرة
في عام 1864، رفض ناخبو مدينة سانت لويس خطة لإنشاء حديقة كبيرة ضمن حدود المدينة. وفي عام 1872، اقترح مطوّر المدينة هيرام ليفينجويل إنشاء حديقة تمتد على مساحة مزرعة تبلغ 1,000-فدان (4.2 كـم2)، تقع على بُعد نحو ثلاثة ميل (4.8 كـم) خارج حدود المدينة، قرب أراضٍ كان يمتلكها. وبعد حملة ضغط مكثفة قادها ليفينجويل، منحت الجمعية العامة في ولاية ميزوري إذنًا للمدينة بشراء الأرض، غير أن عددًا من دافعي الضرائب في سانت لويس طعنوا في القرار قضائيًا. وفي عام 1873، ألغت المحكمة العليا في ميزوري التفويض.
في العام التالي، قدّم مطوّر آخر يُدعى أندرو ماكينلي اقتراحًا بديلاً، إلا أنه واجه تحديات قانونية مماثلة. وقد شملت المنطقة المختارة التي أصبحت لاحقًا "حديقة الغابات" غابة كثيفة المساحة، تبلغ 1,326-فدان (5.57 كـم2)، وتقع غرب طريق كينغزهايواي، بمحاذاة شارع أوليف (المعروف حاليًا باسم ليندل بوليفارد).

### إنشاء الحديقة
استنادًا إلى اقتراح أندرو ماكينلي، أقرّت الجمعية العامة في ولاية ميزوري عام 1874 "قانون حديقة الغابات"، الذي نصّ على إنشاء الحديقة وفرض ضريبة عقارية على مستوى المقاطعة لتمويل المشروع. وفي نوفمبر من العام نفسه، أيدت المحكمة العليا في ميزوري القانون، وأحالت جميع القضايا المتعلقة بملكية الأراضي وتقدير قيمتها إلى محكمة الدائرة.
كانت أكبر قطع الأراضي اللازمة لإنشاء الحديقة مملوكة لكل من توماس سكينكر، وتشارلز ب. شوتو، وجوليا مافيت، وويليام فورسيث، وقد باعوا أراضيهم إلى المدينة بين عامي 1874 و1875. بلغت تكلفة شراء الأرض 849,058 دولارًا، بينما خُصص مليون دولار إضافي لأعمال الصيانة والتحسين.
في عام 1876، كانت الحديقة ذات طابع ريفي إلى حد كبير؛ إذ كانت الطرق الواقعة على أطرافها الشرقية والغربية، وهما طريق كينغزهايواي وسكينكر رود على التوالي، غير ممهدة. كان نهر ديس بيريز يمر عبر الأراضي المنخفضة في الجزء الشمالي من الحديقة، ويتجه نحو الجنوب الشرقي، وقد تميز هذا النهر بمستوى ماء منخفض جدًا في بعض الفصول، في حين كان يفيض على مساحات واسعة خلال مواسم أخرى.
أما الجزء الجنوبي الغربي من الحديقة، فكان يغطيه غطاء غابي كثيف، وكان طريق كلايتون يمتد من الشرق إلى الغرب مارًّا عبر القسم الجنوبي منها. كما شُق خط سكة حديدية عبر الزاوية الشمالية الشرقية من الحديقة.
وضع ماكسيميليان جي. كيرن بالتعاون مع جوليوس بيتزمان، وهو مسّاح من أصول بروسية يعمل في سانت لويس، المخطط الأولي لحديقة الغابات. وقد افتُتحت الحديقة رسميًا في 24 يونيو 1876 بحضور نحو 50 ألف زائر، حيث أُقيم احتفال شارك فيه عدد من المسؤولين، وفرقة موسيقية، كما نُصب تمثال لإدوارد بيتس، النائب العام في عهد الرئيس أبراهام لينكولن. وفي أوائل تسعينيات القرن التاسع عشر، وصلت خطوط الترام إلى الحديقة، ما ساهم في جذب نحو ثلاثة ملايين زائر سنويًا. وخلال الفترة ذاتها، أُنشئت حديقة حيوان في متنزه "فيرغراوندز" شمال المدينة، قبل أن تُنقل الحيوانات لاحقًا إلى منشأة جديدة داخل حديقة الغابات.
منذ البداية، حرص المسؤولون على توفير وسائل نقل عام تسهل الوصول إلى حديقة الغابات، فتم إنشاء عدة طرق لهذا الغرض. لم تكن عربات الترام الكهربائية هي الوسيلة الأولى التي أتاحت الوصول إلى المنتزه، بل سبقتها عربات التلفريك. فقد كان خط سكة حديد ميسوري، الذي أسسه إيراستوس ويلز، عبارة عن خط كابل (كان يُعرف آنذاك باسم "طريق الكابل") يمتد على طول شارع أوليف، وتمت توسعته على مراحل متعددة. ورغم رفض تمديده إلى شارع ليندل، فقد تمت الموافقة على مدّه أسفل شارع بويل إلى ماريلاند ثم إلى كينغزهايواي. وبدأت الخدمة التشغيلية لهذا الخط في الأول من يونيو عام 1889.
منذ البداية، سعى المسؤولون إلى توفير وسائل نقل عامة تيسّر الوصول إلى منتزه غابة بارك. تم إنشاء عدة مسارات لخدمة الزوار، ولم تكن عربات الترام الكهربائية هي الوسيلة الأولى، بل كانت عربات الكابل التي وفرت الوصول إلى المنتزه في البداية. كان خط سكك حديد ميسوري، الذي أسسه إيراستوس ويلز، عبارة عن خط لعربات الكابل (المعروفة آنذاك باسم "طريق الكابل") يمتد على طول شارع أوليف. وقد تم تمديد هذا الخط على مراحل متعددة. رُفض تمديده للوصول إلى شارع ليندل، لكن تمت الموافقة على مسار ينحدر من شارع بويل إلى ماريلاند ثم إلى كينغزهاي. بدأت خدمة عربات الكابل التشغيل في الأول من يونيو عام 1889.